# Chapelle des Trois Fontaines d'Ychoux
La chapelle des trois Fontaines est un lieu de culte catholique situé sur la commune d'Ychoux, dans le département français des Landes.

## Présentation
La chapelle (capèra en gascon) est édifiée en 1898 sur un terrain privé sous le patronage de l'abbé Lage dans le quartier Lavigne à proximité du ruisseau du Moulin de Pin à Ychoux et inaugurée le 22 août 1899. Elle est restaurée sous le sacerdoce de l'abbé Loubère, curé d'Ychoux de 1945 à 1952.
Le bâtiment, d'environ 9 mètres de long sur 5 mètres de large et construit notamment en garluche, comporte un autel en bois datant de l'époque de la construction de la chapelle, des statues et des ex-voto.

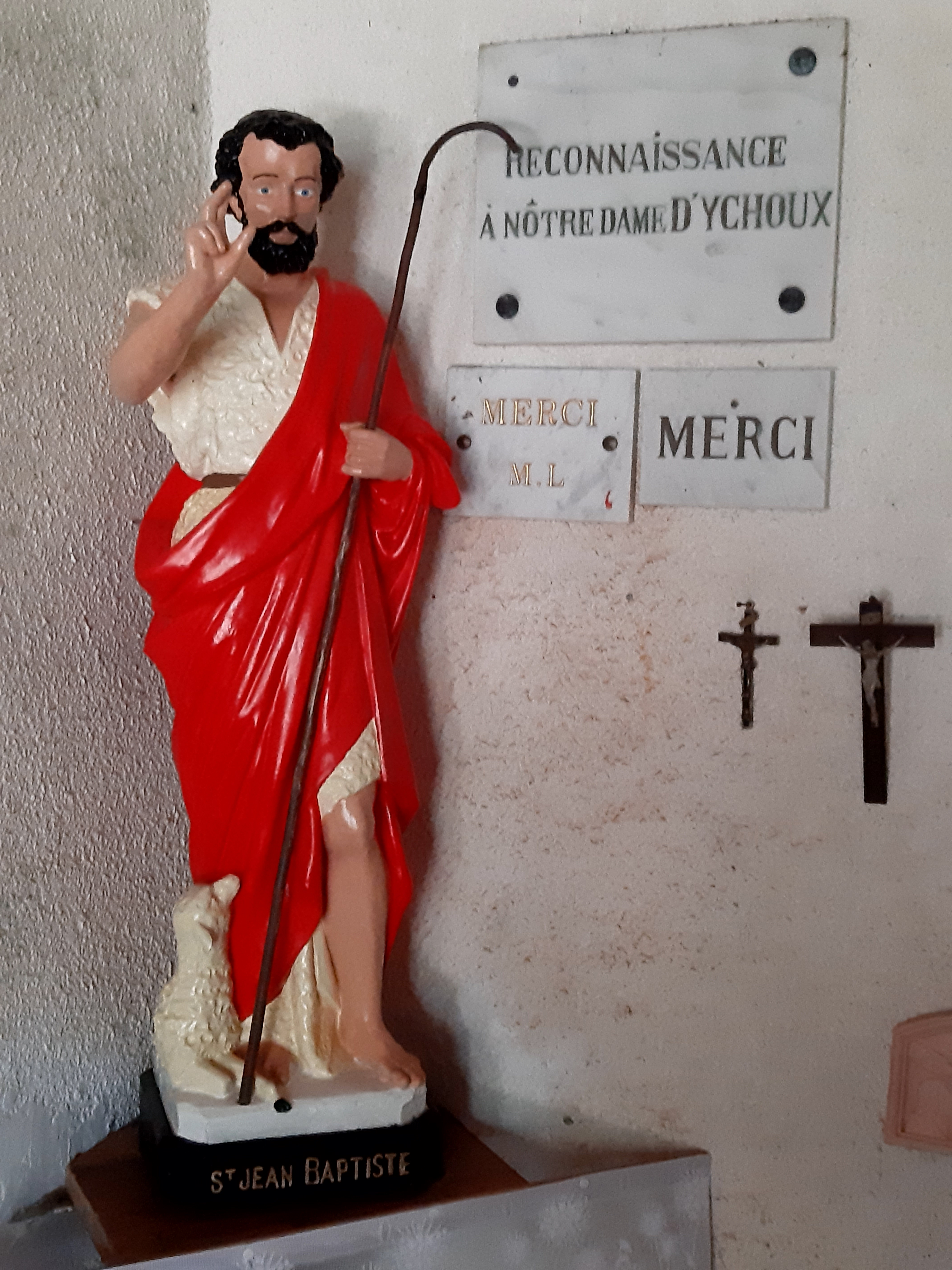
Statue de Saint Jean-Baptiste
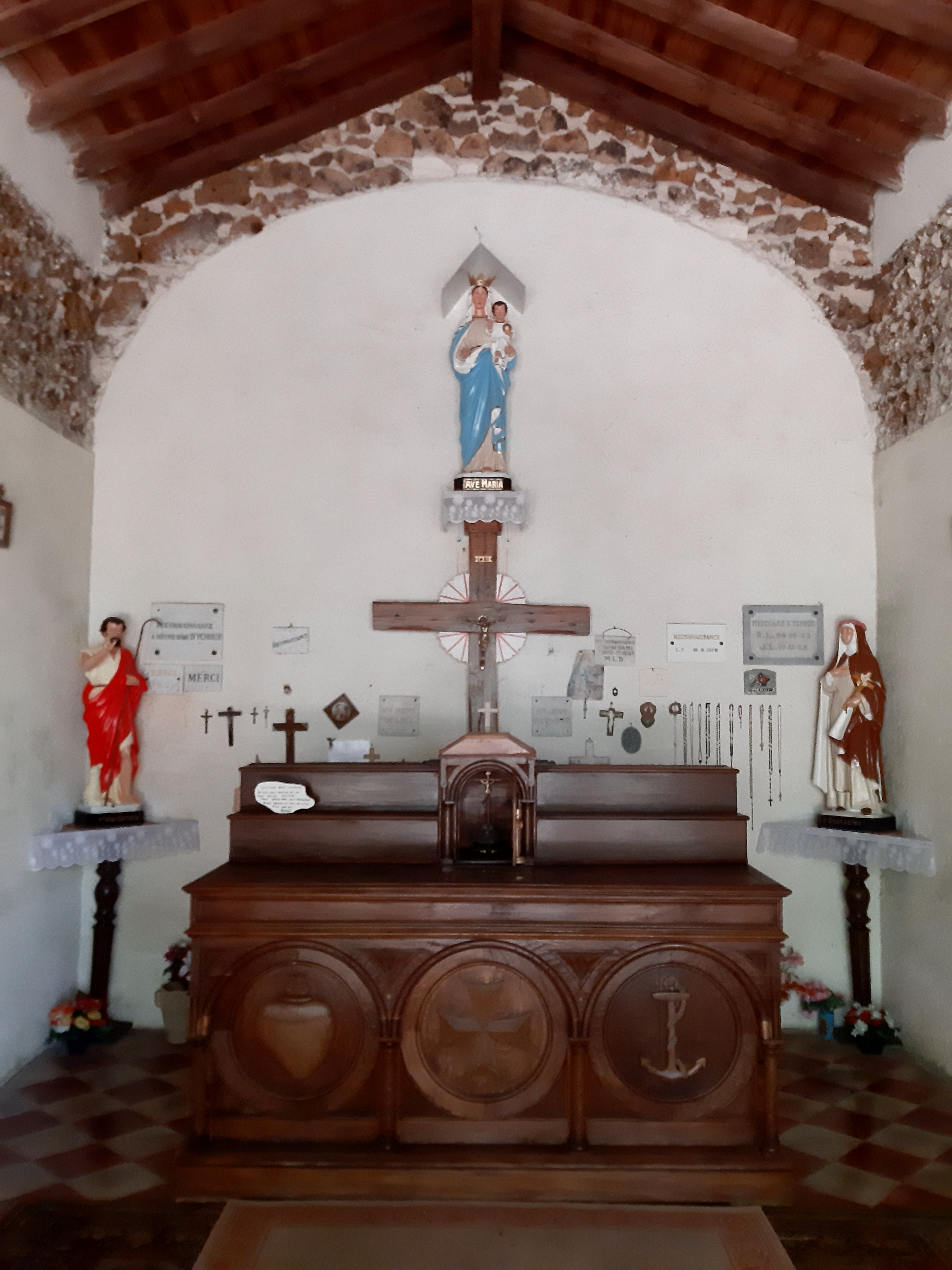
Autel
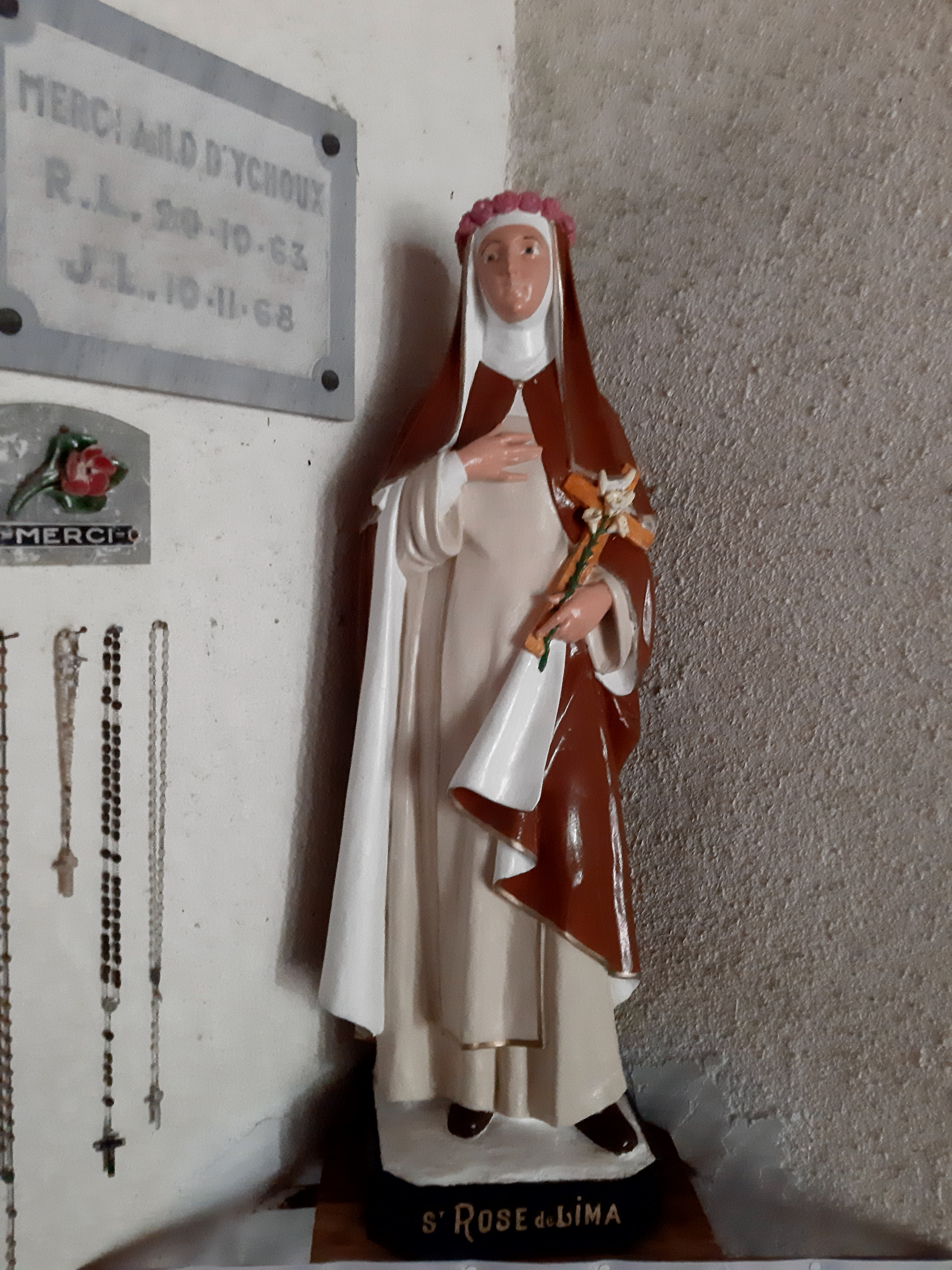
Statue de Sainte Rose de Lima

Propriété d'une personne privée, la chapelle offre un lieu de prière et de recueillement aux fidèles venus fréquenter le chemin de croix et les trois fontaines des Landes situées à proximité et réputées avoir des vertus curatives. Il s'agit des sources :
- Notre-Dame d'Ychoux : la Vierge Marie, figure maternelle, est traditionnellement invoquée dans le traitement des douleurs et des rhumatismes[2]. A Ychoux, la source qui lui est dédiée est fréquentée de manière moins restrictive pour tout type de maux[1]
- Saint Jean-Baptiste : invoqué pour les maladies de peau ou l'eczéma. Son lien avec le culte de l'eau est un rappel du baptême du Christ qu'il réalisa dans les eaux du Jourdain[2]. La source, située dans une prairie marécageuse, est surmontée d'une croix en ciment[3].
- Sainte Rose, située à 80 mètres à l'ouest de la chapelle[1] : sollicitée pour guérir les maus arroses (boutons, impétigo, furoncles, boutons roses provoqués par la pellagre)[2]

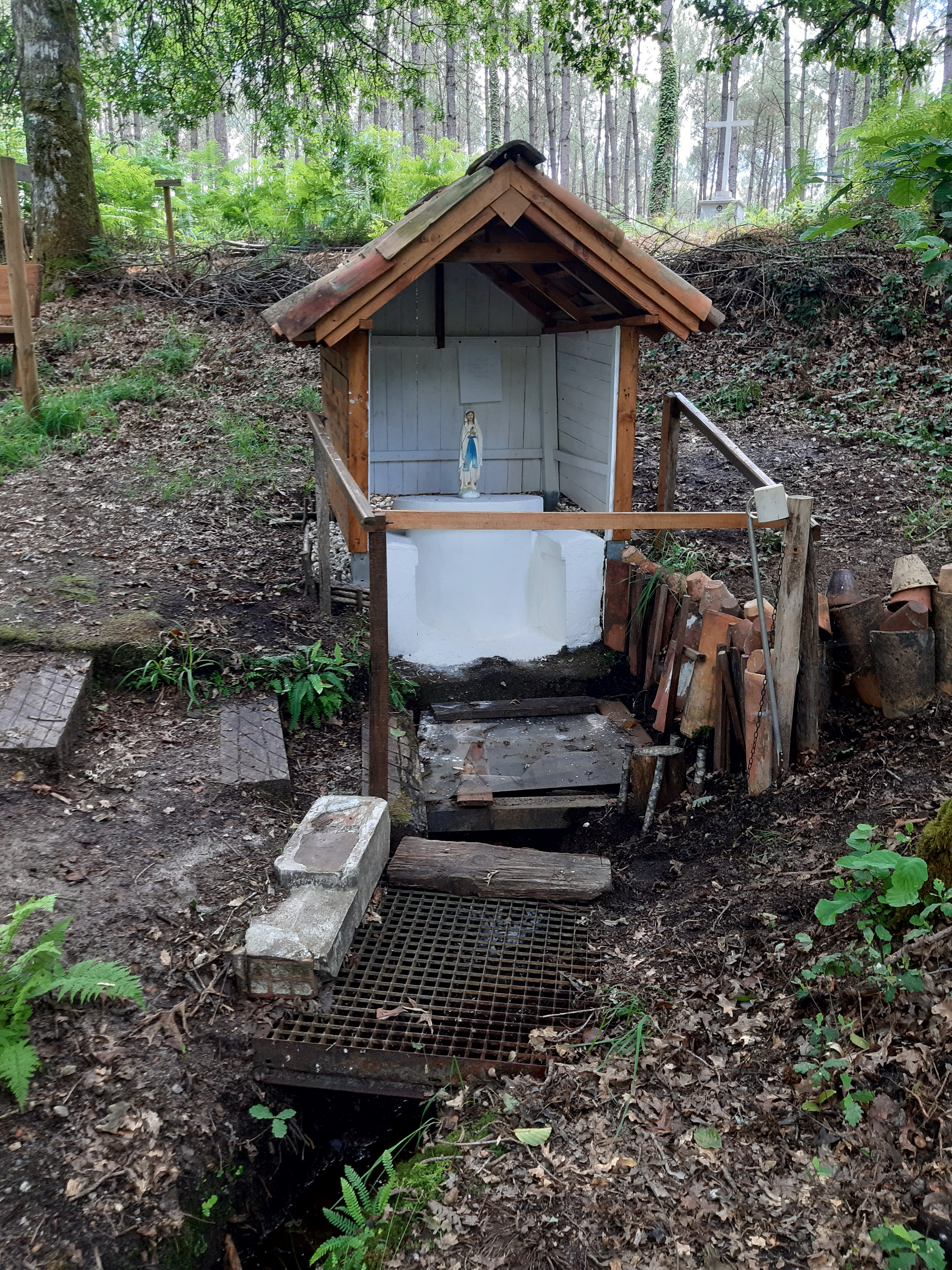
Fontaine Notre-Dame d'Ychoux
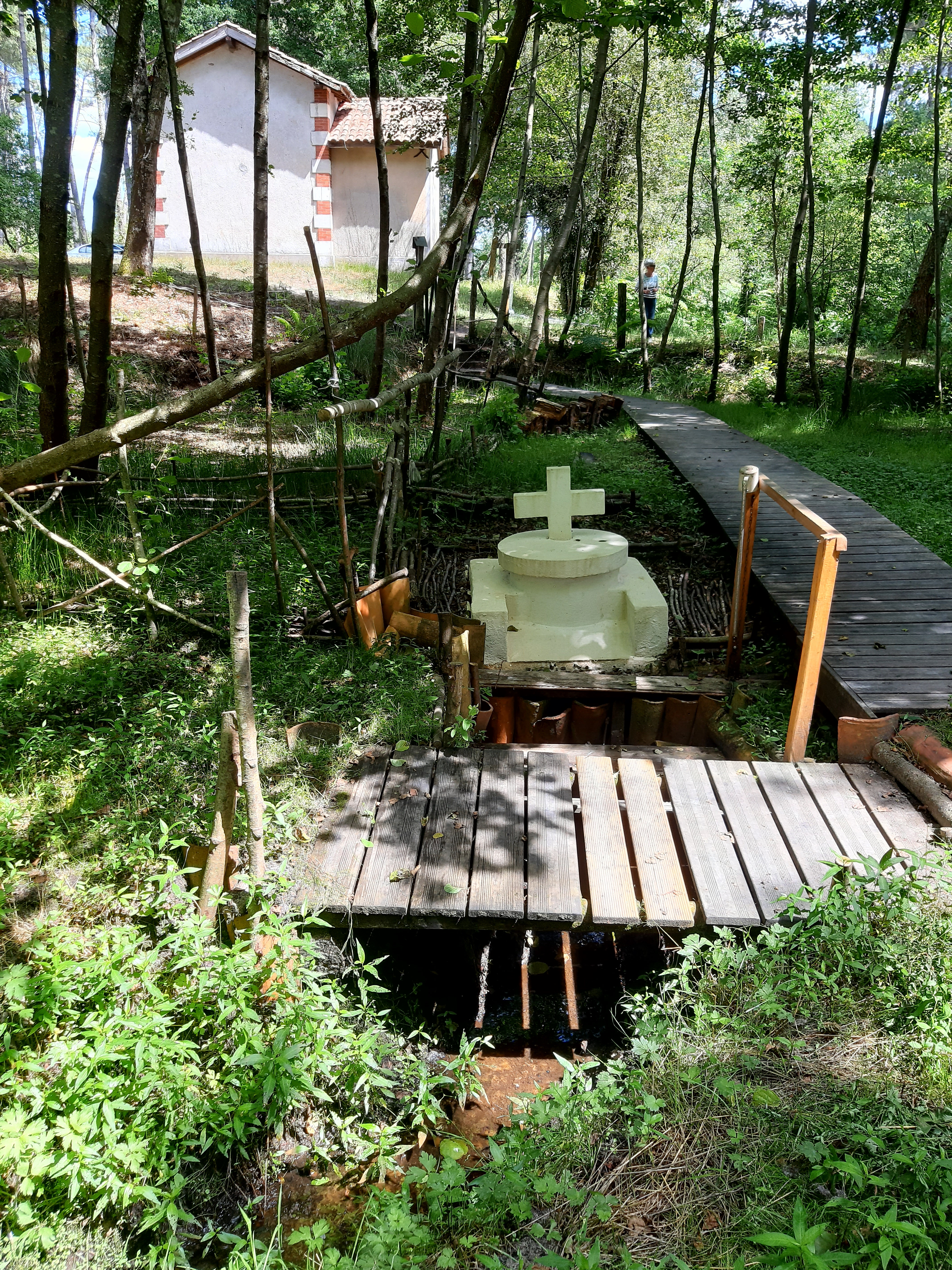
Fontaine Saint Jean-Baptiste
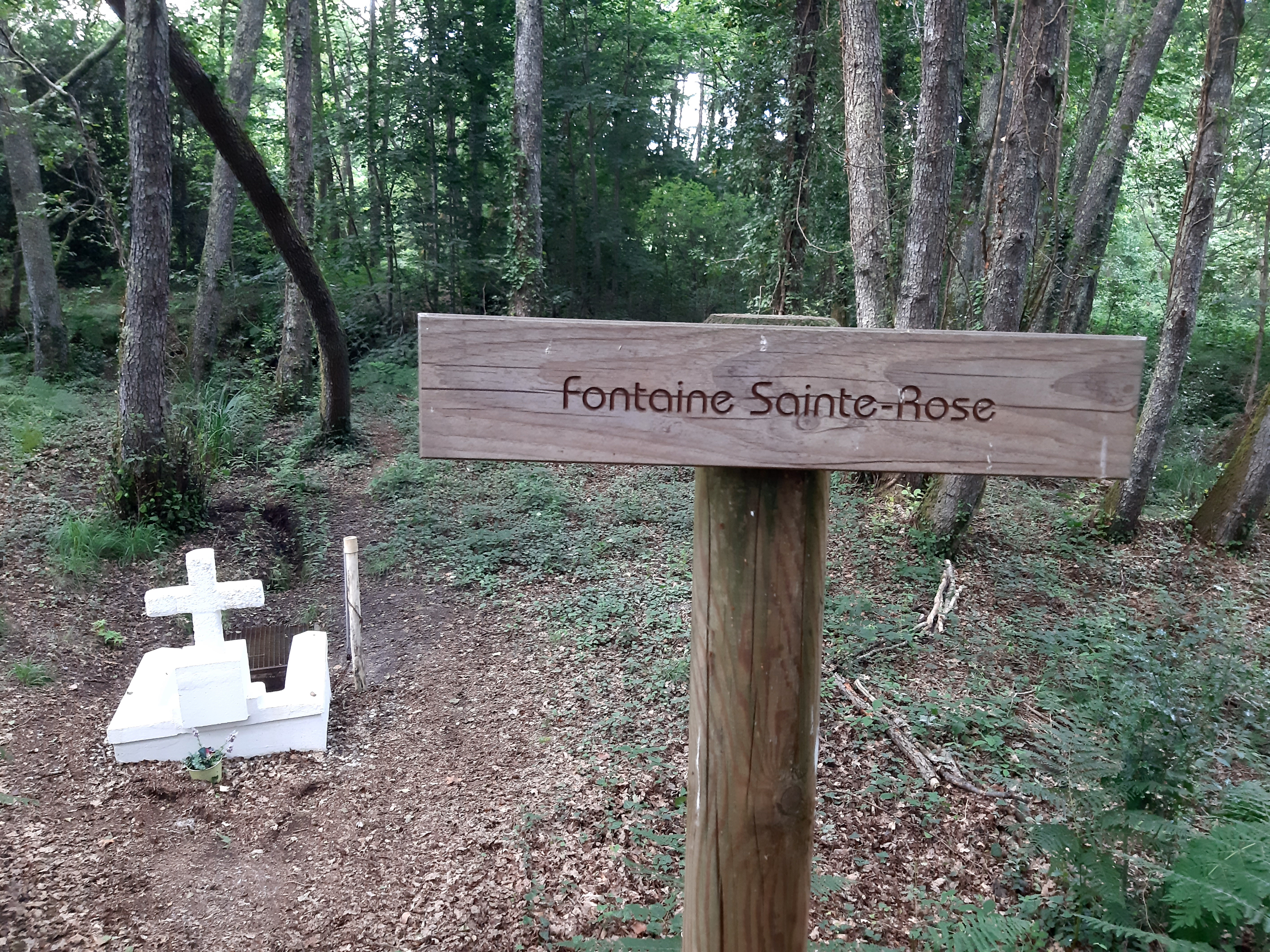
Fontaine Sainte Rose

Avant l'arrivée de la médecine moderne, les habitants des villages landais fréquentaient les lieux pour y pratiquer une forme rudimentaire d'hydrothérapie au contact des fontaines dites « guérisseuses » ou « miraculeuses » (hont guaridora, medicinaira ou pregandaire). Ils s'y rendaient individuellement tout au long de l'année ou bien lors de pèlerinages, de processions ou de messes, à l’occasion des fêtes religieuses. A Ychoux, c'est le cas chaque année le jour de l'Assomption, au cours duquel une messe extérieure est célébrée.
Par endroits, avant de choisir quelle source fréquenter, il fallait passer devant une « recommandeuse » (« recommandayre » en gascon) qui, comme son nom l'indique, recommandait la fontaine à utiliser et le rituel à suivre selon la maladie à traiter pour obtenir la guérison, sans quoi les vertus des saints restaient inopérantes. C'était notamment le cas à Escource. La pratique n'a toutefois pas lieu à Ychoux, où chacun a la possibilité de fréquenter librement une des trois sources en se référant à la tradition orale pour orienter son choix.
De nos jours, le site attire toujours du public, comme en témoignent les pièces de linge qui pendent aux branches des arbustes avoisinants et que les personnes malades y accrochent dans l'espoir d'y laisser leurs maux après les avoir trempées dans l'eau de source pour l'appliquer sur le corps. Il ne faut pas y toucher pour éviter tout risque de contamination.

## Galerie

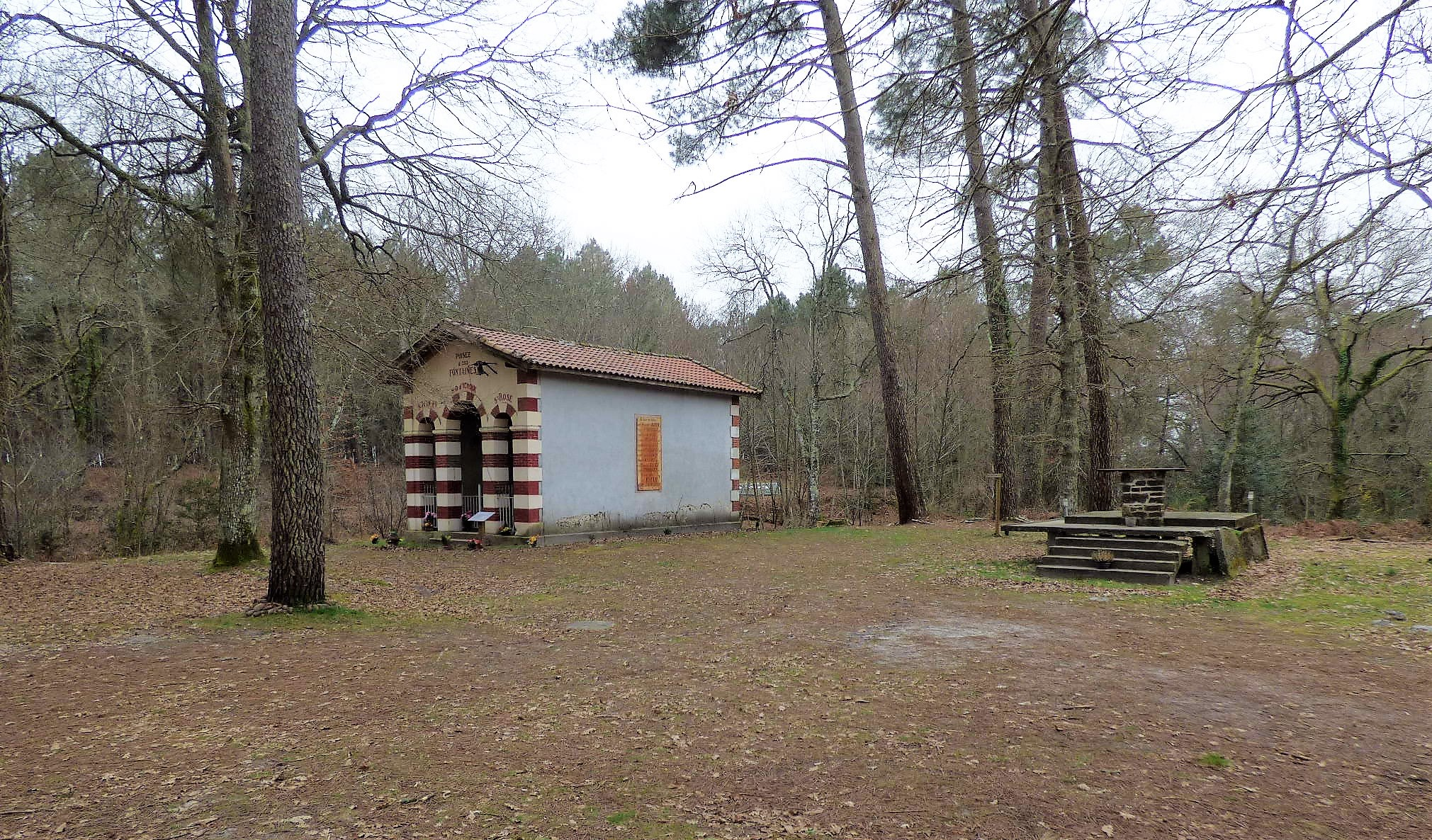
Chapelle dans son environnement
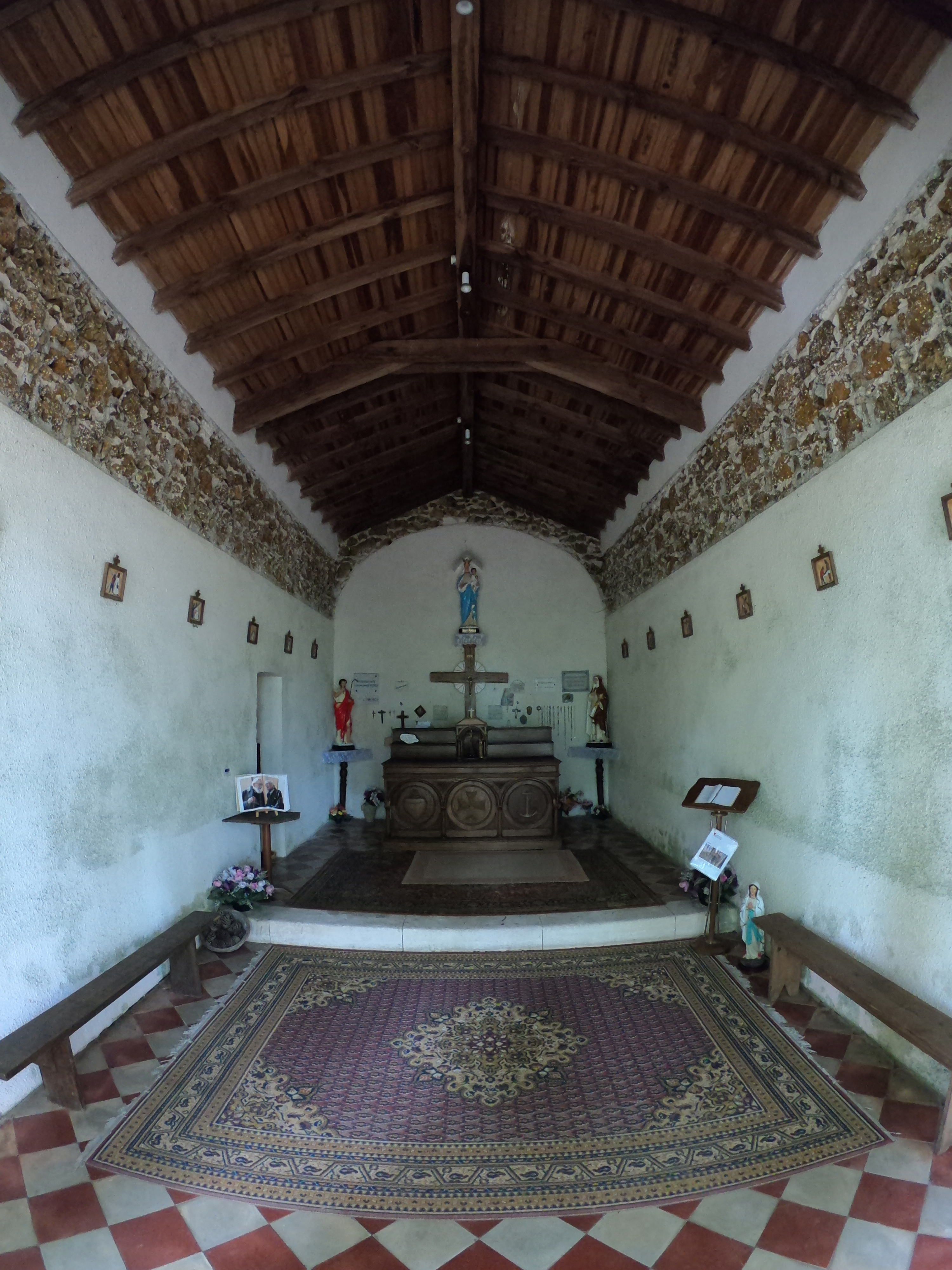
Intérieur de la chapelle
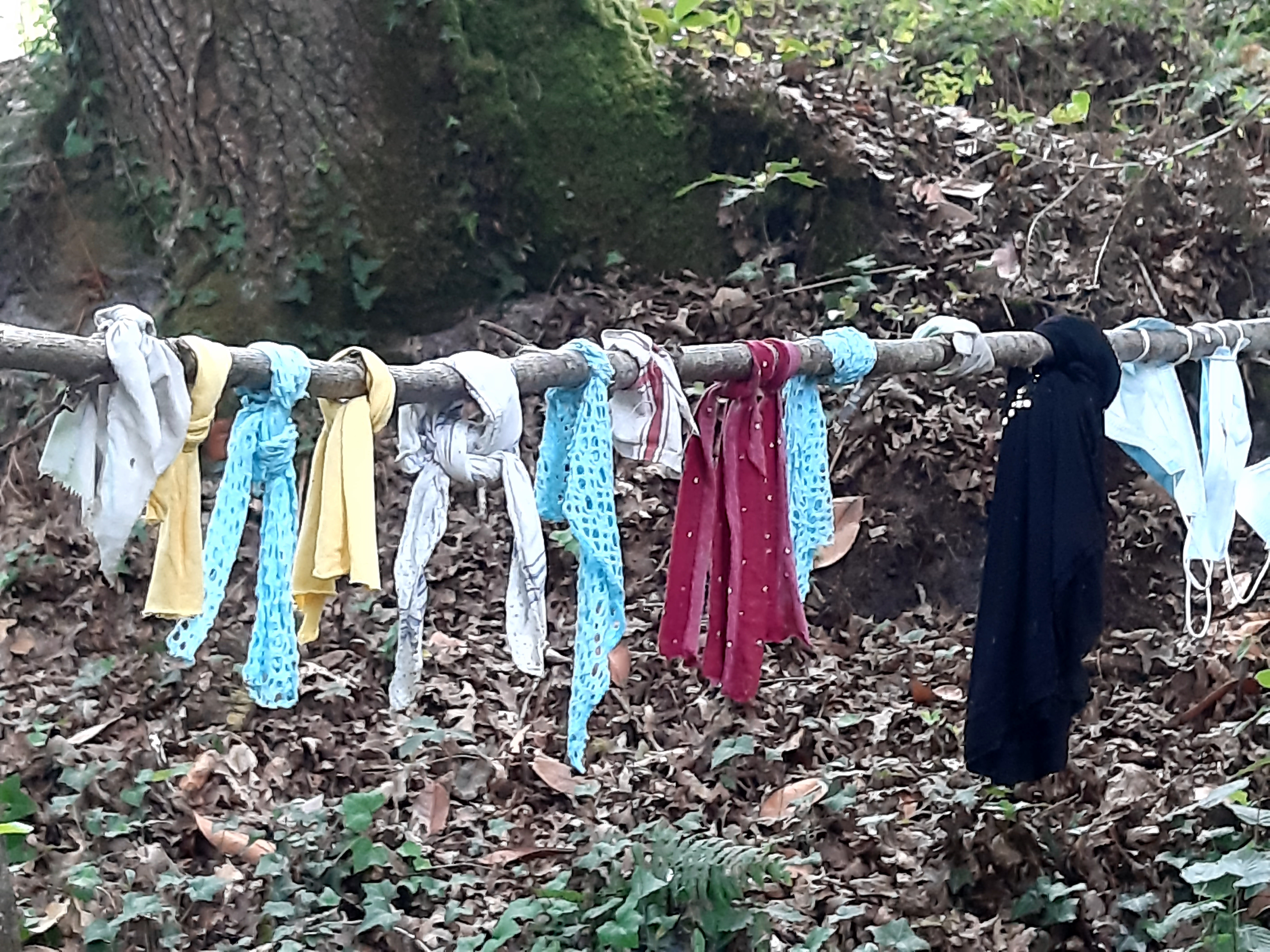
Linges laissés par les malades près des sources
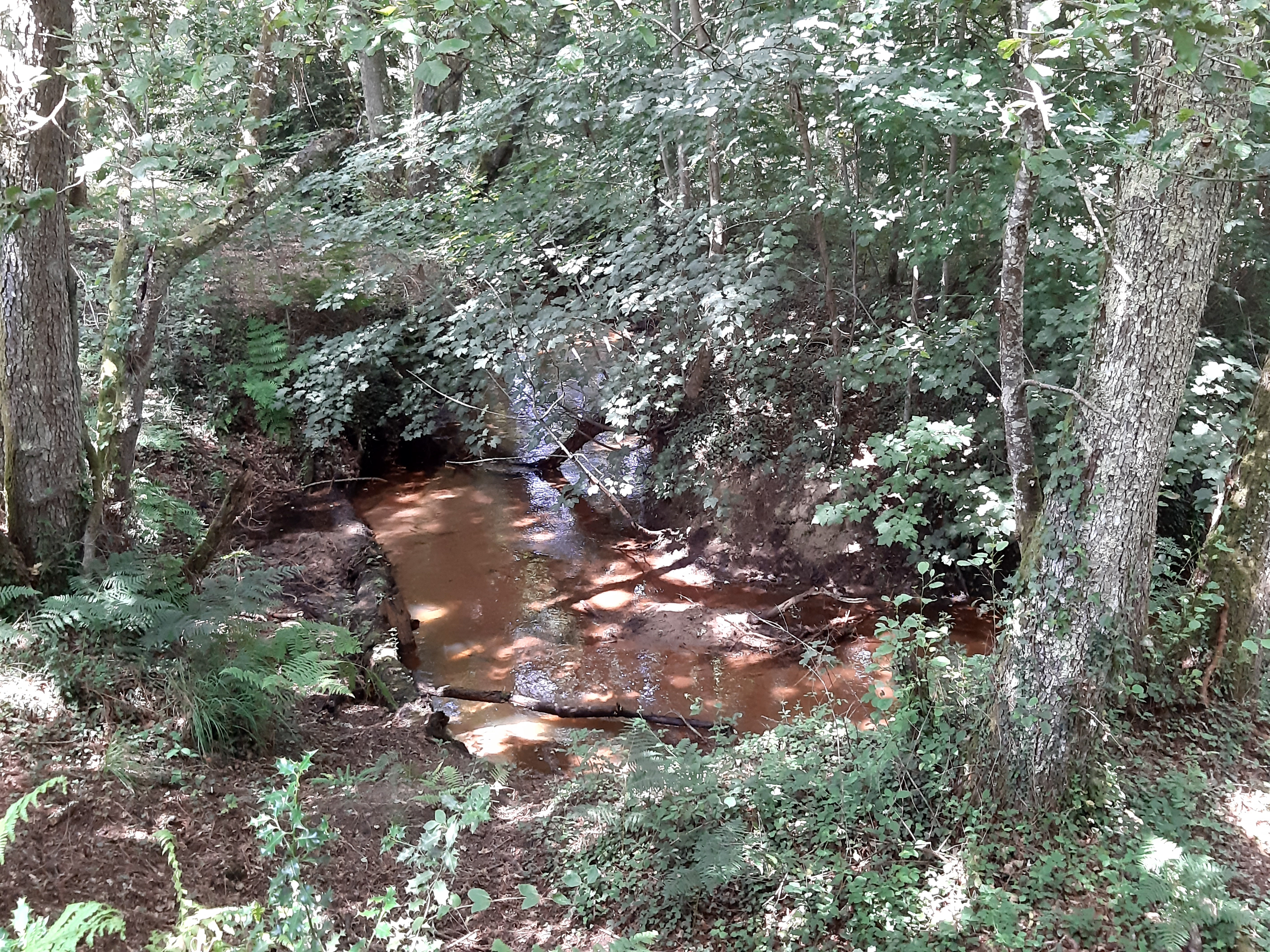
Ruisseau du Moulin de Pin

## Blason Notre-Dame d'Ychoux
L'abbé Loubère fait construire entre 1945 et 1952 un grand socle en ciment dans lequel est incrusté le blason de Notre-Dame d'Ychoux, sur le parcours d'un chemin de croix en extérieur à proximité de la chapelle et des trois sources. Chaque mot, forme ou couleur a une signification :
- Y : initiale du nom de la commune d'Ychoux
- le tronc d'arbre fourchu avec la care et les bouts brûlés représentent :
  - le Pin d'Arbre d'Or : production de richesse à condition que le pin maritime donne sa sève (gemmage)
  - le Pin brûlé : la forêt ravagée par les feux de forêt
  - l'arbre fourchu : représente le Christ en croix avec la plaie au côté
  - la care signifie le dévouement total

- A.M. entrelacés : Ave Maria, (je vous salue Marie) + l'étoile : l'étoile de mer (Stella Maris) représente Marie
  - le bleu : la beauté
  - l'argent : la pureté
  - l'or : richesse, générosité
  - le rouge : dévouement, don de soi, esprit de sacrifice[1]

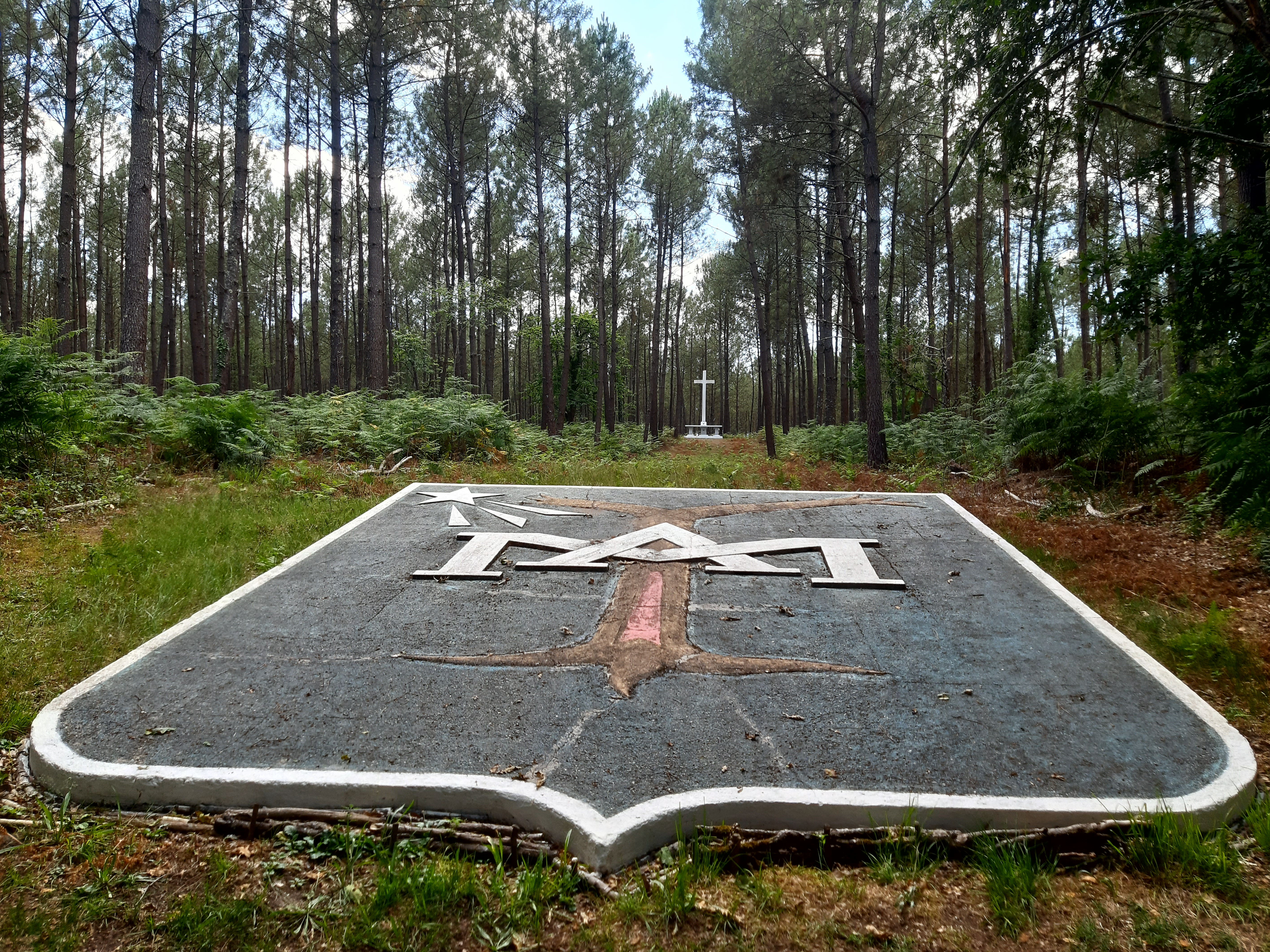